# Neptis varmona
Neptis varmona är en fjärilsart som beskrevs av Moore 1872. Neptis varmona ingår i släktet Neptis och familjen praktfjärilar. Inga underarter finns listade i Catalogue of Life.